# アーノルト (鉄道模型)

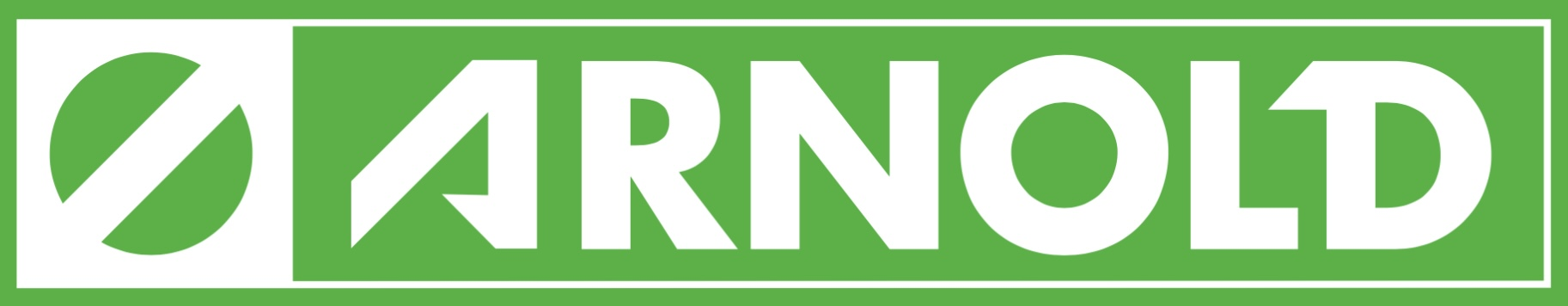
アーノルト

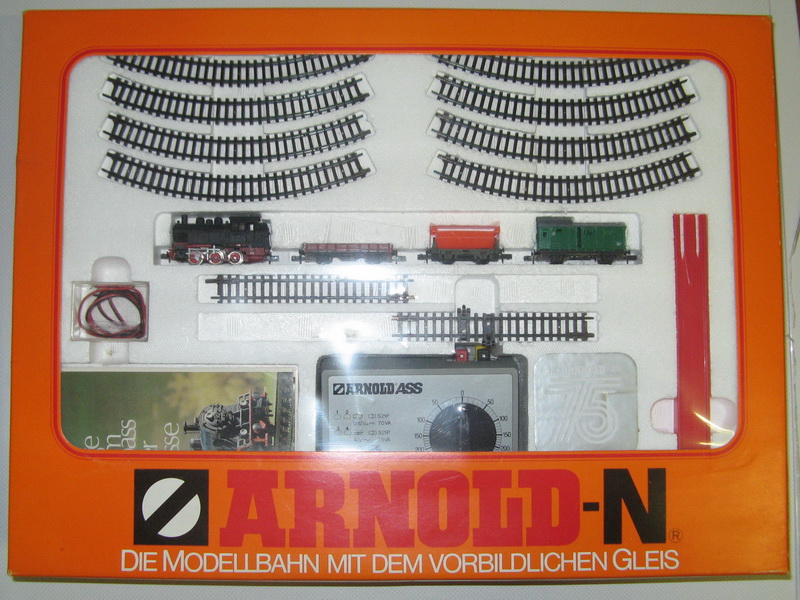
Arnold N

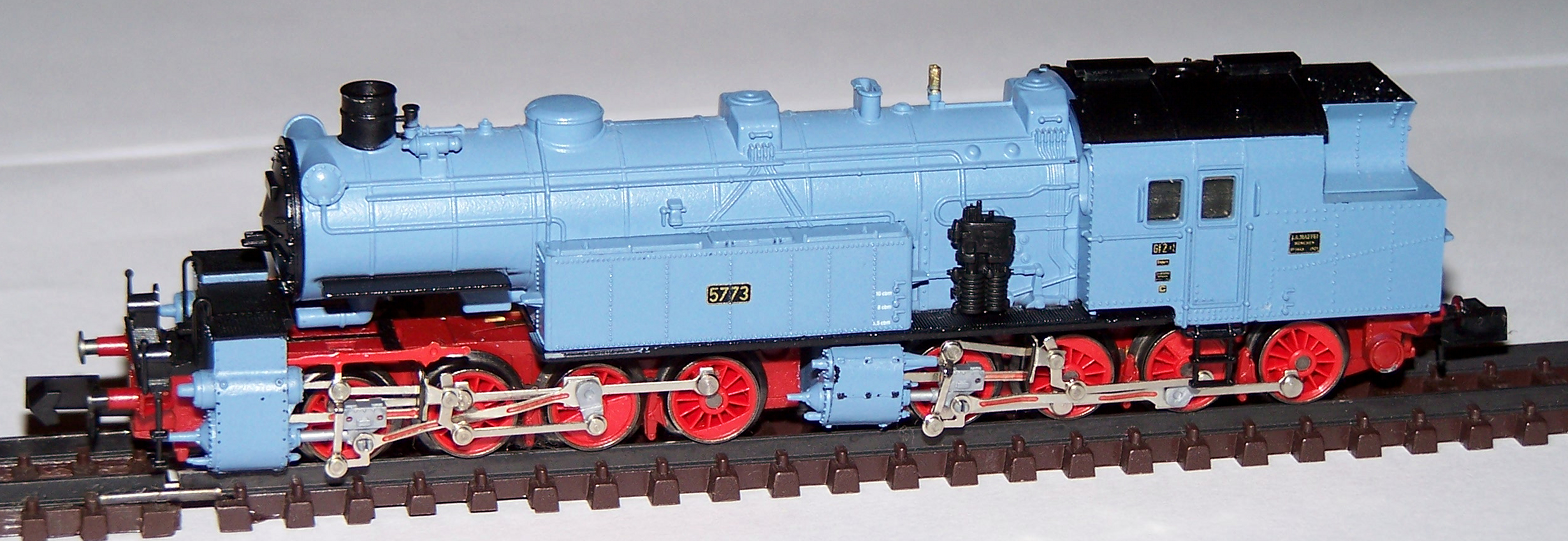
BR 96 023 (Gt 2×4/4)

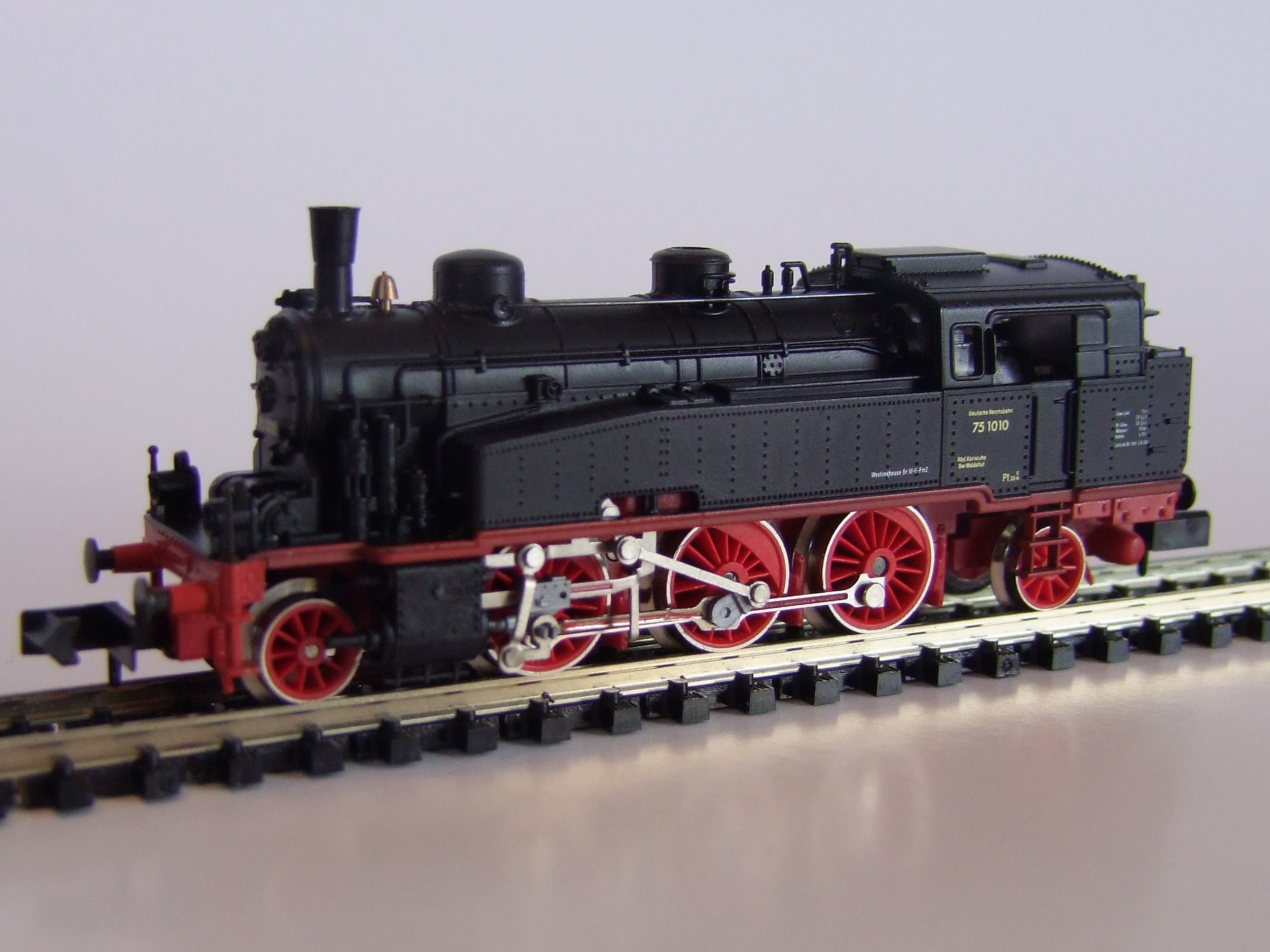
DRG BR 75 Ep. II

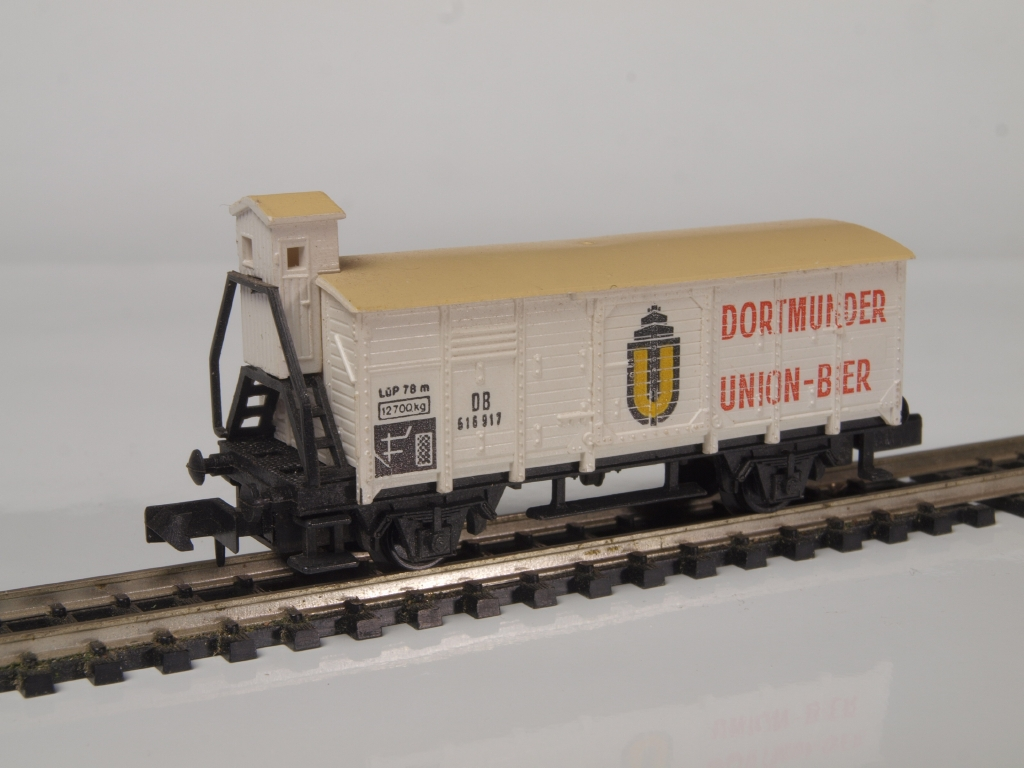
Arnold N Modell 75

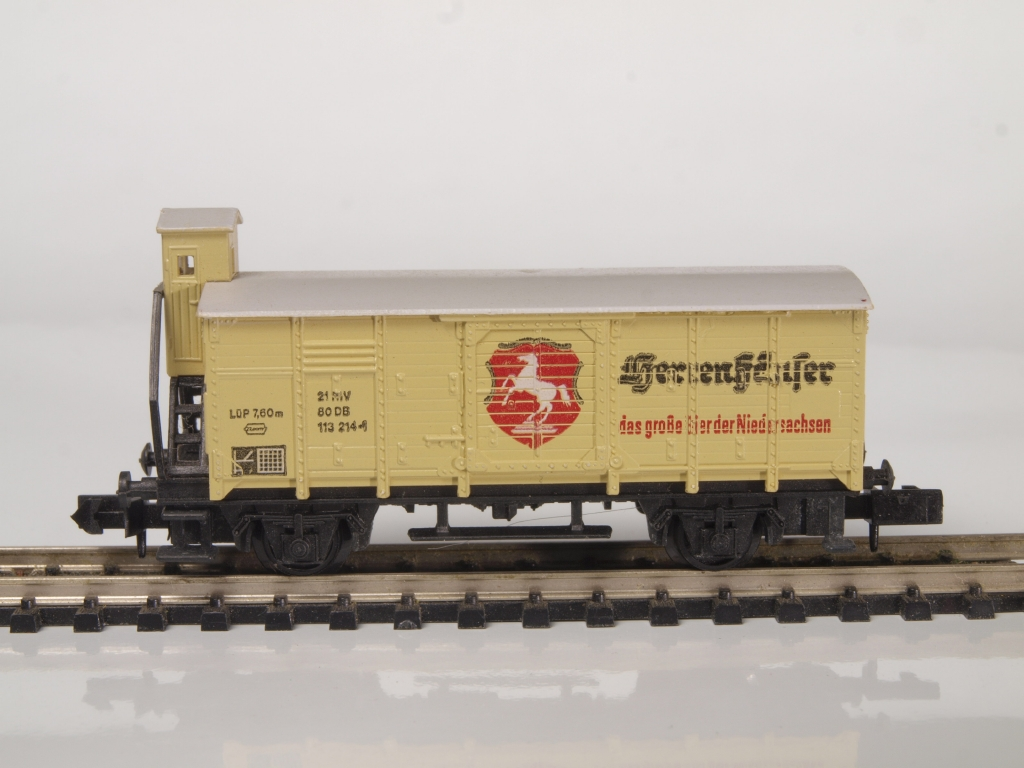
Arnold N Modell 83

アーノルト（Arnold、Metallspielwarenfabrik K. Arnold GmbH & Co）はかつてドイツにあった独立した玩具・模型メーカーであり、現在はホーンビィ傘下のNゲージ鉄道模型のブランドである。アーノルドとも表記される。

## 概要
ドイツ南部ニュルンベルクにおいて1906年に創業した玩具メーカーであったが、第二次世界大戦後に鉄道模型に参入し、Nゲージの基礎を築いた。1995年以降は、倒産や買収を経てホーンビィにおいて、ホーンビィ・インターナショナルのNゲージブランドとして存続している。日本語ではアーノルト、アーノルド、アルノルトなどと呼称され、特にカプラー（後述）については「アーノルドカプラー」と濁った表記が一般的である。アメリカにおいては、同社のNゲージブランドであった「ラピード」（Rapido）の名称で呼ばれることも多い。

## 歴史
1906年、カール・アーノルト（Karl Arnold）によってニュルンベルクにブリキ製の玩具や雑貨を製造する「金属玩具工場 K.アーノルト 有限責任会社」（K.アーノルト、Metallspielwarenfabrik K. Arnold GmbH & Co）が設立された。やがて、船舶模型やドールハウスの製造販売にも乗り出した。
1935年にK.アーノルトはマックス・エルンスト（Max Ernst）を雇った。彼は以後40年間に渡りK.アーノルトで重要な役割を担うことになる。
第2次世界大戦中の空襲でニュルンベルクにあった全てのK.アーノルトの設備は灰燼に帰した。戦後カールの息子であるエルンスト・アーノルト（Ernst Arnold）とマックスの指揮の元で復興し、ニュルンベルク南郊のミュールハウゼンに工場が再建された。ブリキ製の自動車や船、航空機、鉄道車両などの玩具を製造した。そのころのトレードマークは、紺色の丸の中に白色の逆三角形が配され、逆三角形の真ん中にARNOLDと書かれているものであった。
1960年、「アーノルト・ラピード200」（Arnold Rapido 200）の名称で電動式の鉄道模型を発売した。この製品は縮尺1/200を基準としたものだったが、車両も線路も縮尺どおりには作られていなかった。
同年、イギリスのローンスターから、縮尺1/152を基準とする軌間9mmの電動模型「Treble-O-Lectric 」（トレブル・オー・レクトリック）が発売された。この製品は機構的にアーノルト・ラピード200には劣るものであったが、スケール性では勝っていた。
1962年、トレブル・オーレクトリックと同様の軌間9mm、縮尺は1/160を採用してスケール性を高めた「アーノルト・ラピード」（Arnold Rapido）を発売した。その後、他のメーカーも次々とアーノルト・ラピード規格の電動模型に参入し、この規格の鉄道模型は1964年よりNゲージと呼称されるようになった。そのためアーノルトはNゲージ規格の先駆者とされることもある。
1968年以降、アメリカのレベルとアメリカの鉄道模型市場の調査・製品開発で提携をはじめ、1990年代前半まで続けられた。
1975年にラピードのブランド名を廃止。以後は「Arnold N」をブランド名とする。
1976年にマックスが退職した当時、ニュルンベルクに3つの工場を持ち、従業員は200 - 250人であった。その後もアーノルト家によって経営が続けられたが、1995年に倒産し、1997年にイタリアのリマ ・リバロッシグループに買収された。2001年にミュールハウゼンの工場が閉鎖され、イタリアのリマの工場で生産されるようになった。
リマ・リバロッシグループ傘下においては、かつてリマやリバロッシが製造していたNゲージ製品を引き継ぎ、アーノルトブランドで発売をした。また、アーノルト独自に製品の開発も行われていた。しかしながら2003年にリマ・リバロッシグループが倒産し、2004年にホーンビィに買収された。ホーンビィの他の製品と同様に金型は中国の広東省に移され、2006年から中国での製造が開始された。

## 製品
ホーンビィにおいては、かつてのリマ・リバロッシグループと同様に、旧来の各メーカー・ブランドで製造されていたNゲージ製品がアーノルトブランドで展開されている。1990年代に一時期TTゲージの車両を製造していた。
品番はHNを冠した4桁の数字で表されている。

### アーノルトカプラー（アーノルドカプラー、ラピードカプラー）

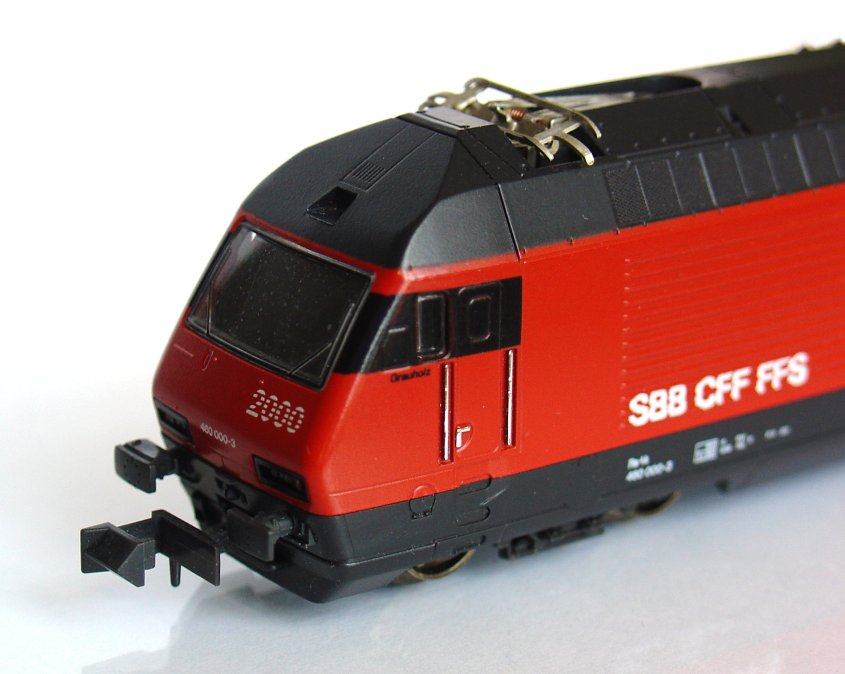
アーノルトカプラーを装備したNゲージ模型（関水金属製スイス国鉄Re460形電気機関車）

1963年に開発されたK.アーノルト独自のカプラー (連結器) で、日本では「アーノルトカプラー（アーノルドカプラー）」、他の国・地域では概ね「ラピードカプラー」と呼称される。Nゲージ登場からしばらくの期間は、Nゲージメーカー各社が独自のカプラーを使用していたが、互換性を高めるためカプラーの統一を図ることになり、ニュルンベルク国際玩具見本市にて各メーカー・バイヤーによって協議された結果、K.アーノルトのカプラーが「Nゲージの共通カプラー」に採用された。
アーノルトカプラーは、カプラーポケット内部のばねや基部形状による復原力によって基準となる位置から上と左右方向に首を振ることができ、車両のカプラー同士を軽くぶつけるとどちらかのカプラーが持ち上がって容易に連結できる。連結後は、牽引・推進のどちらに力が加わった場合にも水平を保ち、座屈や不意の解放を防ぐ形状となっている。カプラーの顎から下方に伸びた細い丸棒は「解放ピン」と呼ばれ、地上側のアンカプラー/デカプラーと呼ばれる装置を片方のカプラーのピンにあて、持ち上げることで解放できる。電磁石などを用いたアンカプラーは、レイアウト上での機関車交換や機回しなど、遠隔操作も可能である。
スケールを問わず多くの欧州形鉄道模型を始めとして、車両が小さく線路の影響を受けやすいNゲージ、Zゲージなどでは、曲線通過性能を高めるためと、線路の歪みによる解放を防ぐため、ボギー車のカプラーは台車と共に首を振る「台車マウント」が広く採用され、アーノルトカプラーも同様であった。しかし、近年では、より実感を求めて各メーカーが「車体マウント」を採用して連結面間を狭めたり、実物の連結器の構造と形状に似せた小ぶりの独自カプラーを開発するようになっており、カプラーの統一性は崩れつつある。

### 車両
車両は主に射出成形によるプラスチック製で、動力車にはダイカスト成形の亜鉛合金製パーツも採用されている。架空電車線方式の車両ではパンタグラフによる架線集電が可能な製品が多い。
製品は西ドイツを中心としたヨーロッパの鉄道車両を中心に展開しているが、1990年代初めまではアメリカの鉄道車両も製造されていた。

### 線路
線路は、「道床なし」が採用されており、「組み立て式線路」と「フレキシブル線路」が展開されている。
組み立て式線路の直線の基本長は111mm、フレキシブル線路は666mm。組み立て式線路の曲線半径は、内側から192mm、222mm、400mm、430mmとなっている。ポイント線路やクロス線路なども揃っており、本格的なレイアウトやジオラマの製作に使用することが出来る。枕木はいずれも木枕木仕様となっている。